# Charles Joseph Nelson
Charles Joseph Nelson (* 5. März 1920 in Battle Creek, Michigan; † 15. Januar 2011 in Washington, D.C.) war ein US-amerikanischer Regierungsbeamter und Diplomat, der unter anderem zwischen 1971 und 1974 Botschafter der Vereinigten Staaten in Botswana sowie zugleich in Personalunion als Botschafter in Lesotho und als Botschafter in Swasiland akkreditiert war.

## Leben
Charles Joseph Nelson absolvierte ein grundständiges Studium an der Lincoln University, welches er 1942 mit einem Bachelor of Arts (BA) beendete. Während des Zweiten Weltkrieges leistete er Militärdienst in der US Army und wurde zuletzt zum Captain befördert. Nach Kriegsende war er in der Koordinierungskommission für staatliche Aktivitäten (Commission on Coordination of State Activities) des Bundesstaates New York beschäftigt und absolvierte zudem ein postgraduales Studium im Fach Verwaltungswissenschaft an der New York University (NYU), das er 1948 mit einem Master of Public Administration (MPA) abschloss. Danach wurde er Mitarbeiter der Verwaltung für gegenseitige Sicherheit MSA (Mutual Security Administration). Er war zwischen 1952 und 1958 zunächst stellvertretender Leiter der Abteilung Ländliche Entwicklung und im Anschluss von 1958 bis 1960 Leiter der Abteilung Gemeindeentwicklung der MSA auf den Philippinen. Danach wechselte er zum Friedenscorps (Peacecorps), eine unabhängige Bundesbehörde für Völkerverständigung, und war für dieses 1961 bis 1965 von Sozialdirektor für das Programm Entwicklung und Koordination, das unter anderem Projekte auf den Philippinen, Nigeria und Ghana durchführte. 1965 wechselte er wiederum zur 1961 gegründeten Bundesbehörde für internationale Entwicklung USAID (US Agency for International Development), eine Nachfolgeorganisation der Mutual Security Administration. Er war anfangs von 1965 bis 1966 Direktor für Nordafrikanische Angelegenheiten und anschließend von 1966 bis 1968 stellvertretender Direktor von USAID in Äthiopien und von 1968 bis 1971 Direktor der USAID-Mission in Tansania.
Am 9. Juni 1971 wurde Nelson zum ersten Botschafter der Vereinigten Staaten in Botswana ernannt und übergab dort am 14. September 1971 seine Akkreditierung. Er verblieb auf diesem Posten bis zum 2. März 1974 und wurde daraufhin von Dave Bolen abgelöst. Zugleich wurde er am 9. Juni 1971 mit Amtssitz in Gaborone auch zum ersten Botschafter in Lesotho ernannt, wo er nach der Überreichung seines Beglaubigungsschreibens ebenfalls bis zum 2. März 1974 verblieb und auch dort von Dave Bolen abgelöst wurde. Darüber hinaus wurde er mit Amtssitz in Gaborone am 9. Juni 1971 auch noch zum Botschafter in Swasiland berufen und war dort nach der Übergabe seiner Akkreditierung am 3. November 1971 auch bis zum 2. März 1974 tätig, woraufhin hier ebenfalls Dave Bolen die Nachfolge übernahm.
Nach Beendigung dieser Tätigkeit kehrte Charles J. Nelson zu USAID zurück und war zwischen 1974 und 1978 Direktor der USAID-Programme in Kenia sowie im Anschluss von 1978 bis 1981 Leiter des Graduiertenprogramms für internationale Studien der Howard University. Während dieser Zeit war er auch Lese- und Schreiblehrer an der Oyster-Adams Bilingual Elementary School in Washington, D.C. Seine erste Frau, Maureen Tinsley Nelson, die er 1947 heiratete, starb 1999. 2003 heiratete er Carole Taylor. Er verstarb an den Folgen eines Nierenversagens und wurde nach seinem Tode auf dem Nationalfriedhof Arlington beigesetzt.